# John Hooper (évêque)
Pour les articles homonymes, voir John Hooper et Hooper.
John Hooper ou Johan Hoper (ca. 1495-1500 – 9 février 1555) est un homme d'église anglais, évêque anglican de Gloucester et Worcester. Réformiste protestant, il fut exécuté sur le bûcher pendant les Persécutions Mariales.

## Biographie
Religieux de l'ordre de Citeaux, il décide de se faire protestant et devient en 1550 évêque de Gloucester. Marie Tudor le fait condamner au feu. 